# Mützen

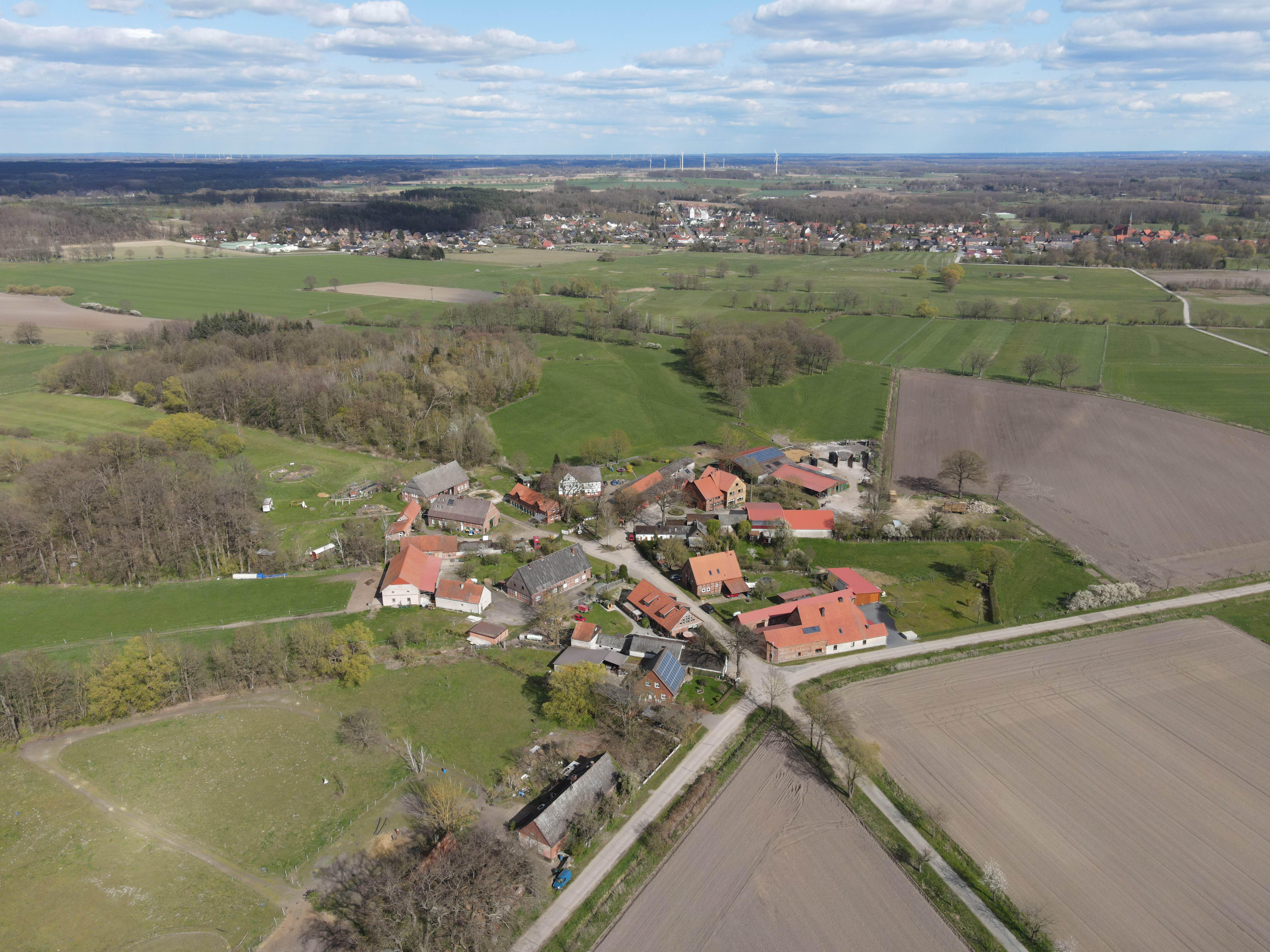
Mützen im April 2021 von Westen

Mützen ist ein Ortsteil der Gemeinde Clenze im niedersächsischen Landkreis Lüchow-Dannenberg. 
Das Dorf liegt westlich vom Kernbereich von Clenze zwischen der nördlich verlaufenden B 493 und der B 71.

## Geschichte
Mützen war bis 1929 eine eigenständige Gemeinde im Kreis Lüchow. Seit dem 1. Juli 1972 ist Mützen Teil der Gemeinde Clenze.